# Andaspis piceae
Andaspis piceae är en insektsart som beskrevs av Sadao Takagi och Kawai 1966. Andaspis piceae ingår i släktet Andaspis och familjen pansarsköldlöss. Inga underarter finns listade i Catalogue of Life.